# Jörg Rüdiger Siewert
Jörg Rüdiger Siewert (*  8. Februar 1940 in Berlin; † 9. Januar 2024 in München) war ein deutscher Chirurg und Hochschullehrer. Er arbeitete vor allem auf dem Gebiet der Viszeralchirurgie und förderte die strukturierte interdisziplinäre Krebsdiagnostik und ‑therapie.

## Leben
Nach seiner Ausbildung am Rudolf-Virchow-Krankenhaus ging Siewert 1969 nach Göttingen zu Hans-Jürgen Peiper. 1982 wurde er als Nachfolger von Georg Maurer nach München berufen. Dort arbeitete er als Ärztlicher Direktor am Klinikum rechts der Isar und lehrte als Ordinarius für Chirurgie Allgemein-, Viszeral- und Transplantationschirurgie. Er brachte das Klinikum in die Spitzengruppe der deutschen Universitätskliniken.
Nach seiner Emeritierung in München war Siewert von Juli 2007 bis November 2011 als Nachfolger von Eike Martin (* 1944) Ärztlicher Direktor des Universitätsklinikums Heidelberg.
Von März 2010 bis November 2011 war er zudem kommissarischer Ärztlicher Direktor und Vorstandsvorsitzender des Universitätsklinikum Freiburg. Im November 2011 wechselte er regulär nach Freiburg und bekleidete zum 31. Oktober 2018 das Amt des Leitenden Ärztlichen Direktors.
2002/03 war er Präsident der Deutschen Gesellschaft für Chirurgie. 2002 wurde er durch den Senat von Berlin als einer von fünf externen Experten in die Kommission „Strukturreformen in der Berliner Hochschulmedizin“ berufen. 2003 wurde er zum Präsidenten der International Surgical Society (ISS/SIC) für die Jahre 2003 bis 2005 gewählt. Von 2006 bis 2012 war er Vorstandsvorsitzender des Verbandes der Universitätsklinika Deutschlands (VUD), einer Interessensvertretung aller 34 deutschen Unikliniken. Er war ab 1993 Mitglied der Deutschen Akademie der Naturforscher Leopoldina und Senator der Sektion 17 (Chirurgie, Orthopädie und Anästhesiologie).

## Wirken
Sein wissenschaftliches Spezialgebiet war die Chirurgie des Magens und der Speiseröhre, insbesondere durch filmische Darstellung einer mit Hans-Jürgen Peiper entwickelten Operationstechnik zur Rekonstruktion nach totaler Magenresektion.
Siewert entwickelte unter anderem eine Operation zur Verbindung von Speiseröhre und Dünndarm (Ösophagojejunoplikatio nach Siewert/Peiper) nach einer operativen Totalentfernung des Magens.
Außerdem stammt von ihm eine Einteilung des Adenokarzinoms der Speiseröhre:
- AEG I distales Ösophagus-Ca
- AEG II Cardia-Ca
- AEG III subcardiales Magen-Ca

Siewert hat zahlreiche Publikationen, Monographien, Handbücher und Operationslehren veröffentlicht.

## Rolle im Plagiatsverfahren gegen Hans-Hermann Dickhuth
Siewert nahm als Sachverständiger im Habilitationsausschuss der Universität Freiburg maßgeblich Einfluss darauf, dass dem ehemaligen Ärztlichen Direktor der Sportmedizin Hans-Hermann Dickhuth im Jahr 2013 aufgrund von unzitierten Übereinstimmungen seiner Habilitationsschrift mit mehreren Doktorarbeiten die Habilitation entzogen wurde.

## Plagiatsvorwürfe
Im November 2014 wurde bekannt, dass Siewerts in Göttingen entstandene Habilitationsschrift unzitierte Übereinstimmungen mit der Doktorarbeit seines ehemaligen Mitarbeiters und heutigen Präsidenten des Verbandes der Leitenden Krankenhausärzte Hans-Fred Weiser aufweist.
Ein vom Rektor der Universität Freiburg auf Bitten Siewerts eingesetztes Dreiergremium befand nach Überprüfung der Habilitationsschrift, es bestehe „kein Anfangsverdacht wissenschaftlichen Fehlverhaltens“. Allerdings wurden Zweifel an der Neutralität des Dreiergremiums geäußert, da mit dem Rechtsmediziner Stefan Pollak eines der Mitglieder Siewert dienstrechtlich direkt unterstellt ist und mit Kerstin Krieglstein ein weiteres Mitglied auf Vorschlag Siewerts in das Amt der Dekanin gewählt wurde.
Hingegen äußerte das Ombudsgremium der Universität Göttingen in einer Sitzung Mitte Januar 2015 „einen Anfangsverdacht wissenschaftlichen Fehlverhaltens“. Die Ermittlungen wurden am 12. Juni 2015 eingestellt, Siewerts Schrift wurde nicht beanstandet. Kritiker bemängelten, es werde mit zweierlei Maß gemessen, nach Recherchen des Handelsblatts beruht der Freispruch angeblich auf einer fragwürdigen Beweislage. Die Universität Göttingen weigert sich jedoch, das Gutachten zu veröffentlichen, obwohl Heyo K. Kroemer, Dekan der Medizinischen Fakultät Göttingen, erklärt hatte, man wolle das Ergebnis der anstehenden Göttinger Klärung „transparent und nachvollziehbar kommunizieren“.

## Ehrungen
- Deutscher Krebspreis (1994)
- Österreichisches Ehrenkreuz für Wissenschaft und Kunst I. Klasse (1997)
- Bayerischer Verdienstorden (2001)
- Offizier des Ehrenlegion (2001)
- Ehrenmitglied der Bayerischen Chirurgenvereinigung (2002)
- Bundesverdienstkreuz am Bande (2002)
- Ehrenmitglied der Berliner Chirurgischen Gesellschaft (2003)
- Ehrenmitglied der Polnischen Chirurgischen Gesellschaft (2003)
- Ehrendoktorwürde der Universität Lucian Blaga Sibiu (2003)
- Deutsche Krebshilfe Preis (2004)[14]
- Ehrenmitglied der Mexikanischen Gesellschaft für Chirurgie (2006)
- Ehrenmitglied der American Surgical Association
- Ehrenmitglied des Forum MedTech Pharma (2007)
- Ehrendoktorwürde der Albert-Ludwigs-Universität Freiburg (2013)
- Rudolf-Nissen-Medaille (2015)

## Veröffentlichungen (Auswahl)
- mit Karl Hempel und Leo Lehr: Ambulante Chirurgie. Definitionen, sozio-ökonomische und juristische Aspekte. In: Der Chirurg. Band 66, 1995, S. 277–281.
- Chirurgie. 8. Auflage. Berlin/Heidelberg 2006, ISBN 978-3-540-30450-0.